# سون يونغ
سون يانغ (بالصينية: 孙杨) (بينيين : Sūn Yáng) من مواليد (1 ديسمبر 1991 في هانغتشو ، مقاطعة تشجيانغ) سباح أولمبي صيني فائز بالميدالية الذهبية في سباق 1500 متر حرة في أولمبياد لندن 2012 بزمن قياسي عالمي ، كما توج بذهبية في سباق 1500 متر حرة للرجال بعد أن توج بذهبية 400 متر حرة وفضية 200 متر حرة وبرونزية 4200 متر تتابع حر , مثل الصين في دورة الألعاب الأولمبية 2008 , وفي الألعاب الآسيوية عام 2010

## دورة الألعاب الأولمبية الصيفية 2012
في حدث الأول من نوعه بات سون يونغ أول سباح صيني يفوز بثنائية 400 , 1500 متر منذ فلاديمير سالنيكوف في دورة الألعاب الأولمبية 1980 في موسكو , في حدث غريب خشى سون يانغ من استبعاده من سباق 1500 م حرة بسبب بداية خاطئة , ونزل السبّاح إلى الماء معتقداً أن السباق قد بدأ ولكن بدلا من أن تكون هذه هي بداية السباق فإنها أحتسبت بداية خاطئة لأنها جاءت أثر صفارة أطلقها مشجع من المدرجات .

## وصلات خارجية
- سون يونغ على موقع IMDb (الإنجليزية)
- سون يونغ على موقع قاعدة بيانات الفيلم (الإنجليزية)
- سون يونغ على موقع الاتحاد الدولي للسباحة (الإنجليزية)
- سون يونغ على موقع SwimRankings.net (الإنجليزية)
- سون يونغ على موقع اللجنة الأولمبية الدولية (الإنجليزية)
- سون يونغ على موقع أوليمبيديا (الإنجليزية)

1. ↑  . الاتحاد الدولي للسباحة. {{استشهاد ويب}}: الوسيط |title= غير موجود أو فارغ (من ويكي بيانات) (مساعدة) والوسيط |مسار= غير موجود أو فارع (مساعدة)